# Roy Rogers
Pour les articles homonymes, voir Roy Rogers (basket-ball) et Rogers.
Roy Rogers est un chanteur et acteur cow-boy américain, né Leonard Franklin Slye le 5 novembre 1911 à Cincinnati dans l'Ohio et mort le 6 juillet 1998 à Apple Valley en Californie. Il a joué dans une centaine de films entre 1935 et 1950, presque exclusivement des westerns B.
Dans les années 1980, il a interprété son propre rôle dans un des épisodes de la série télévisée L'Homme qui tombe à pic qui mettait en vedette Lee Majors.

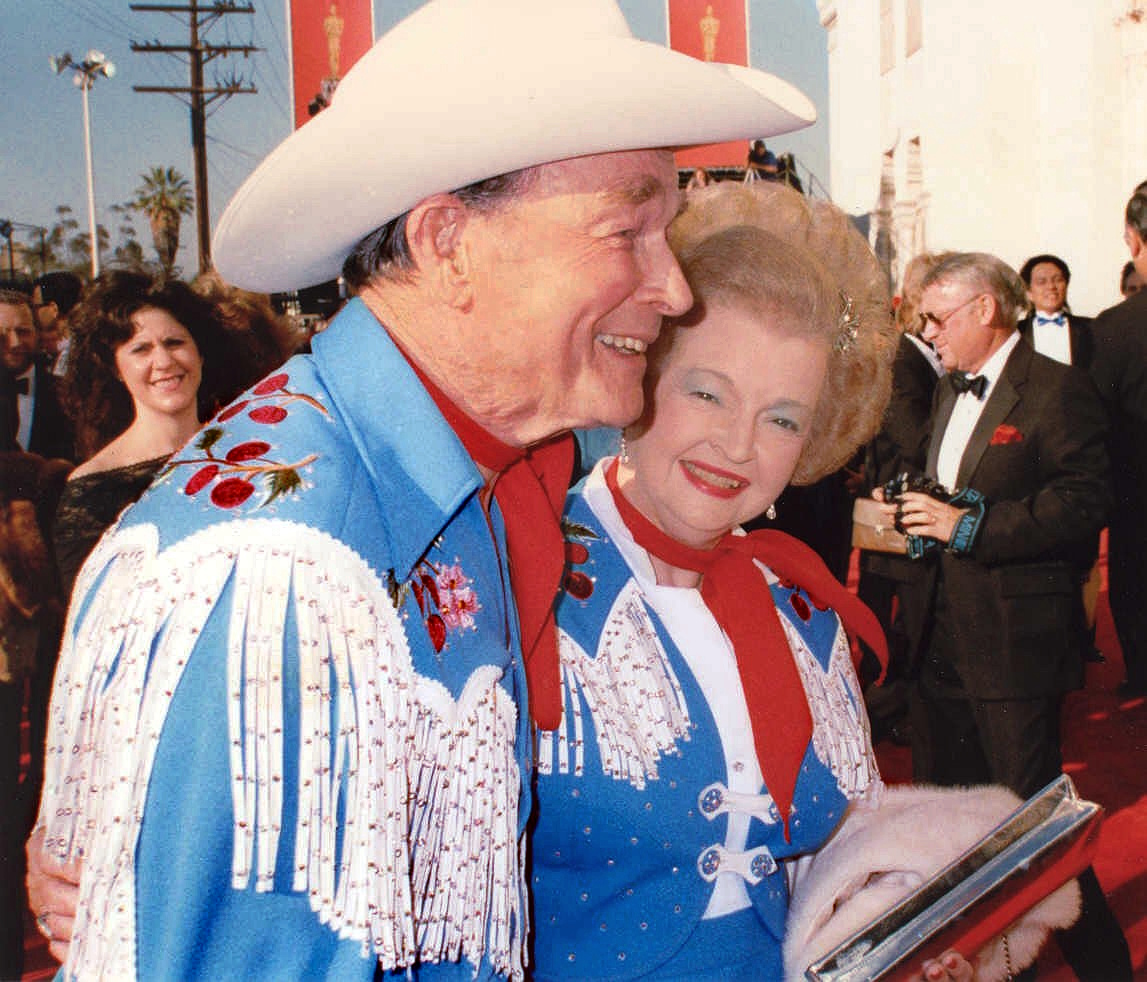
Roy Rogers et Dale Evans en 1989

## Biographie
En 1933, il fonde avec Tim Spencer et Bob Nolan un trio vocal américain de musique Western The Pioneers qui l'année suivante se rebaptise The Sons of the Pioneers. Il débute comme acteur de cinéma en 1935 et en 1937 il quitte le groupe The Sons of the Pioneers. Après divers petits rôles il tient en 1938 pour Republic Pictures son premier rôle principal dans Under Western Stars de Joseph Kane. En 1940, il joue dans L'Escadron noir avec John Wayne sous la direction de Raoul Walsh. Très populaire et adulé autant par les enfants que par leurs parents, il est de 1943 à 1954 numéro un au box-office dans la catégorie acteur de western. Pendant près de vingt ans il endosse dans d'innombrables westerns de série B le costume taillé sur mesure de cow-boy chantant.

### Vie personnelle
Côté vie privée, alors qu'il était encore Leonard "Len" Slye, il épouse Lucile Ascolese (de 1933 à 1936), puis rencontre Grace Arline Wilkins et l'épouse à Roswell (Nouveau-Mexique) (de 1936 à 1946). Le couple adopte une petite fille, Cheryl Darlene, en 1941, puis, deux ans plus tard nait Linda Lou. Le 1er novembre 1946, Arline donne naissance à un fils, Roy Jr, mais meurt peu après de complications dues à l'accouchement.
En 1947, Roy Rogers épouse l'actrice Dale Evans, qui donne naissance en 1950 à une fille, Robin Elizabeth, atteinte du syndrome de Down, qui mourra avant d'atteindre sa deuxième année. Plus tard, le couple adoptera de nombreux enfants et se consacrera à des actions caritatives en faveur de l'enfance défavorisée.

## Dans la culture populaire
Dans le film Piège de cristal (1988), le héros John McLane fait référence à Rogers lors d'un dialogue avec Hans Gruber, le « méchant ».

« Qui êtes-vous ? Un Américain qui a vu trop de films ? Un orphelin d'une culture morte qui se prend pour John Wayne ? Rambo ? Marshall Dillon ?
— J'ai toujours eu un faible pour Roy Rogers. J'adore les chemises pailletées. 
— Croyez-vous avoir une chance contre nous, monsieur le cow-boy ?
— Yeepee-kaï-yay, pauvre con ! »

Dans le premier segment du film à sketches La Ballade de Buster Scruggs (2018) des frères Coen, le personnage-titre, un cowboy chantant incarné par Tim Blake Nelson, est inspiré de Roy Rogers.
En son honneur, il existe un cocktail sans alcool nommé Roy Rogers (en) à base de Coca-Cola et de sirop de Grenadine.

## Filmographie
Sauf indication contraire, les informations mentionnées dans cette section peuvent être confirmées par la base de données cinématographiques IMDb,  présente dans la section « Liens externes ».

### Comme acteur (et souvent chanteur)

#### Années 1930
- 1935 : Slightly Static (en) de William H. Terhune : Member of Sons of the Pioneers
- 1935 : The Old Homestead (en) de William Nigh : Sons of the Pioneers
- 1935 : Way Up Thar (en) de Mack Sennett : Band Member
- 1935 : Gallant Defender (en) de David Selman (en) : Nester (Sons of the Pioneers)
- 1936 : The Mysterious Avenger (en) de David Selman (en) : Musician Len
- 1936 : Song of the Saddle (en) de Louis King : Sons of the Pioneers Guitarist
- 1936 : Rhythm on the Range de Norman Taurog : Leonard (Sons of the Pioneers)
- 1936 : California Mail (en) de Noel M. Smith : Square Dance Caller & Guitarist
- 1936 : The Big Show de Mack V. Wright : Sons of the Pioneers guitar player
- 1936 : The Old Corral (en) de Joseph Kane : Buck O'Keefe
- 1937 : The Old Wyoming Trail (en) de Folmar Blangsted : Guitar player / Singer / Cowhand Len
- 1937 : Wild Horse Rodeo (en) de George Sherman : Singer
- 1938 : The Old Barn Dance (en) de Joseph Kane : Singer
- 1938 : Crépuscule (Under Western Stars) de Joseph Kane : Roy Rogers
- 1938 : Le Retour de Billy the Kid (Billy the Kid Returns) de Joseph Kane : Roy Rogers / Billy the Kid
- 1938 : A Feud There Was de Tex Avery : Egghead / Elmer Singing Voice
- 1938 : Come On, Rangers (en) de Joseph Kane : Roy Rogers
- 1938 : L'amour est une mélodie (Shine On, Harvest Moon) de David Butler : Roy Rogers
- 1939 : Rough Riders' Round-up (en) de Joseph Kane : Roy Rogers
- 1939 : Southward Ho (en) de Joseph Kane : Roy
- 1939 : Frontier Pony Express (en) de Joseph Kane : Pony Express Rider Roy Rogers
- 1939 : In Old Caliente (en) de Joseph Kane : Roy Rogers
- 1939 : Wall Street Cowboy (en) de Joseph Kane : Rancher Roy Rogers
- 1939 : Le Tigre de l'Arizona (The Arizona Kid) d'Alfred Santell : Roy Rogers / The Arizona Kid
- 1939 : Jeepers Creepers (en) de Frank McDonald : Roy
- 1939 : Saga of Death Valley (en) de Joseph Kane : Roy Rogers
- 1939 : Days of Jesse James (en) de Joseph Kane : Roy Rogers

#### Années 1940
- 1940 : L'Escadron noir (Dark Command) de Raoul Walsh : Fletcher 'Fletch' McCloud
- 1940 : Young Buffalo Bill (en) de Joseph Kane : Bill Cody
- 1940 : The Carson City Kid de Joseph Kane : The Carson City Kid
- 1940 : The Ranger and the Lady (en) de Joseph Kane : Texas Ranger Captain Roy Colt
- 1940 : Colorado (en) de Joseph Kane : Lieutenant Jerry Burke
- 1940 : Young Bill Hickok (en) de Joseph Kane : 'Wild' Bill Hickok
- 1940 : The Border Legion de  Joseph Kane : Dr Stephen Kellogg, aka Steve Kells
- 1941 : Robin Hood of the Pecos (en) de Joseph Kane : Vance Corbin
- 1941 : Arkansas Judge (en) de Frank McDonald : Tom Martel
- 1941 : In Old Cheyenne (en) de Joseph Kane : Steve Blane
- 1941 : Sheriff of Tombstone (en) de Joseph Kane : Brett Starr
- 1941 : Nevada City de Joseph Kane : Jeff Connors
- 1941 : Bad Man of Deadwood (en) de Joseph Kane : Brett Starr aka Bill Brady
- 1941 : Jesse James at Bay de Joseph Kane : Jesse James / Clint Burns
- 1941 : Vallée de la Rivière Rouge (en)' (Red River Valley) de  Joseph Kane : Roy Rogers
- 1942 : Man from Cheyenne (en) de Joseph Kane : Roy Rogers
- 1942 : South of Santa Fe (en) de Joseph Kane : Roy Rogers
- 1942 : Sunset on the Desert (en) de Joseph Kane : Roy Rogers & Deputy Bill Sloan
- 1942 : Romance on the Range (en) de Joseph Kane : Roy Rogers
- 1942 : Sons of the Pioneers (en) de Joseph Kane : Roy Rogers
- 1942 : Sunset Serenade (en) de Joseph Kane : Roy Rogers
- 1942 : Heart of the Golden West (en) de Joseph Kane : Roy Rogers
- 1942 : Ridin' Down the Canyon (en) de Joseph Kane : Roy Rogers
- 1943 : Idaho (en) de Joseph Kane : Roy Rogers
- 1943 : Le Roi des cow-boys (King of the Cowboys) de Joseph Kane : Roy Rogers
- 1943 : Song of Texas (en)de Joseph Kane : Roy Rogers
- 1943 : Silver Spurs (en) de Joseph Kane : Roy Rogers
- 1944 : Hands Across the Border (en) de Joseph Kane : Roy Rogers
- 1944 : Cowboy and the Senorita (en) de Joseph Kane : Roy Rogers
- 1944 : The Yellow Rose of Texas de Joseph Kane : Roy Rogers
- 1944 : Song of Nevada (en) de Joseph Kane : Roy Rogers
- 1944 : Vallée de San Fernando (en)' (San Fernando Valley) : Roy Rogers
- 1944 : Lights of Old Santa Fe (en) de Frank McDonald : Roy Rogers
- 1944 : Hollywood Canteen de Delmer Daves : Roy Rogers
- 1945 : Utah (en) de John English : Roy Rogers
- 1945 : Bells of Rosarita de Frank McDonald : Roy Rogers
- 1945 : The Man from Oklahoma (en) de Frank McDonald : Roy Rogers
- 1945 : Along the Navajo Trail (en) de Frank McDonald : Roy Rogers
- 1945 : Sunset in El Dorado  de Frank McDonald : Roy Rogers
- 1945 : Don't Fence Me In de John English : Roy Rogers
- 1946 : Song of Arizona (en) de Frank McDonald : Roy Rogers
- 1946 : Rainbow Over Texas (en) de Frank McDonald : Roy Rogers
- 1946 : My Pal Trigger (en) de Frank McDonald : Roy Rogers
- 1946 : Under Nevada Skies (en) de Frank McDonald : Roy Rogers
- 1946 : Roll on Texas Moon (en) de  William Witney : Roy Rogers
- 1946 : Home in Oklahoma (en) de William Witney : Roy Rogers
- 1946 : Out California Way (en) de Lesley Selander : Roy Rogers
- 1946 : Heldorado (en) de William Witney : Nevada State Ranger Roy Rogers
- 1947 : Apache Rose (en) de William Witney : Roy Rogers
- 1947 : Bells of San Angelo (en) de William Witney : Roy Rogers
- 1947 : Springtime in the Sierras (en) de William Witney : Roy Rogers
- 1947 : On the Old Spanish Trail (en) de William Witney : Roy Rogers
- 1948 : Pecos Bill de Walt Disney : Roy Rogers
- 1948 : The Gay Ranchero (en) de William Witney : Sheriff Roy Rogers
- 1948 : Under California Stars (en) de William Witney : Roy Rogers
- 1948 : Eyes of Texas (en) de William Witney : U.S. Marshal Roy Rogers
- 1948 : Night Time in Nevada (en) de William Witney : Roy Rogers
- 1948 : Grand Canyon Trail (en) de William Witney : Roy Rogers
- 1948 : The Far Frontier (en) de William Witney : Roy Rogers
- 1949 : Susanna Pass (en) de William Witney : Roy Rogers
- 1949 : Down Dakota Way (en) de William Witney : Roy Rogers
- 1949 : The Golden Stallion (en) de Harry S. Webb : Roy Rogers

#### Années 1950
- 1950 : Bells of Coronado (en) de William Witney : Roy Rogers
- 1950 : Twilight in the Sierras (en) de William Witney : State Parole Officer Roy Rogers
- 1950 : Trigger, Jr. (en) de William Witney : Roy Rogers
- 1950 : Sunset in the West (en) de William Witney : Roy Rogers
- 1950 : North of the Great Divide (en) de William Witney : Roy Rogers
- 1950 : Trail of Robin Hood (en) de William Witney : Roy Rogers
- 1951 : Spoilers of the Plains (en) de William Witney : Roy Rogers
- 1951 : Heart of the Rockies (en) de William Witney : Roy Rogers
- 1951 : In Old Amarillo (en) de William Witney : Roy Rogers
- 1951 : South of Caliente (en) de William Witney : Roy Rogers
- 1951 : Pals of the Golden West (en) de William Witney : Border Patrolman Roy Rogers
- 1952 : Le Fils de visage pâle (Son of Paleface) de Frank Tashlin : Roy Barton
- 1959 : Ne tirez pas sur le bandit (Alias Jesse James) de Norman Z. McLeod : Roy Rogers

#### Années 1960
- 1962 : The Roy Rogers & Dale Evans Show (en) (série TV) : Co-host (1962-63)

#### Années 1970
- 1973 : Saga of Sonora (TV)
- 1975 : Mackintosh and T.J. (en) de Marvin J. Chomsky : Mackintosh

### Comme compositeur
- 1946 : Man from Rainbow Valley (en) de R. G. Springsteen

## Distinctions
- Lauréat d'un Golden Apple Award en 1953
- Étoile sur le Hollywood Walk of Fame en 1960
- Lauréat de deux Golden Boot Awards, en 1983 puis en 1996
- Membre du Temple de la renommée de la musique country en 1988